# Harmonie (mythologie)
Pour les articles homonymes, voir Harmonie (homonymie).
Dans la mythologie grecque, Harmonie (grec ancien : Ἁρμονία) est la fille d'Arès et d'Aphrodite (à Samothrace ; selon cette version elle est sœur de Déimos et Phobos), ou de Zeus et d'Électre (à Thèbes). Elle portera un collier maléfique qui jouera un rôle fatal dans l'histoire de Thèbes.

## Mariage et descendance
Après bien des réticences, Harmonie accepte d'épouser Cadmos, devenu roi de Thèbes. Le mariage de Cadmos et d'Harmonie est célébré lors des mystères de Samothrace. Lors de ce mariage, tous les dieux sont présents. Héphaïstos, mari trompé d'Aphrodite, offre à Harmonie un collier qu'il a fabriqué lui-même, tandis que les Charites lui offrent un péplos. Ces cadeaux portent ensuite malheur à tous leurs propriétaires successifs.
Leurs filles, Ino, Sémélé, Autonoé et Agavé sont victimes de catastrophes. Cadmos et Harmonie engendrent également deux fils, Illyrios et Polydore. Ce dernier hérite du royaume de Thèbes. Cadmos finit par abdiquer en faveur de Penthée, mais revient ensuite au pouvoir après la mort de ce dernier. Harmonie et Cadmos se retirent en Illyrie où ils sont transformés en serpents par Arès qui se vengea de Cadmos pour avoir tué son fils (un dragon protégeant l'un des bois sacré d'Arès) et transportés par Zeus  parmi les bienheureux des Champs Élysées.

## Collier maléfique

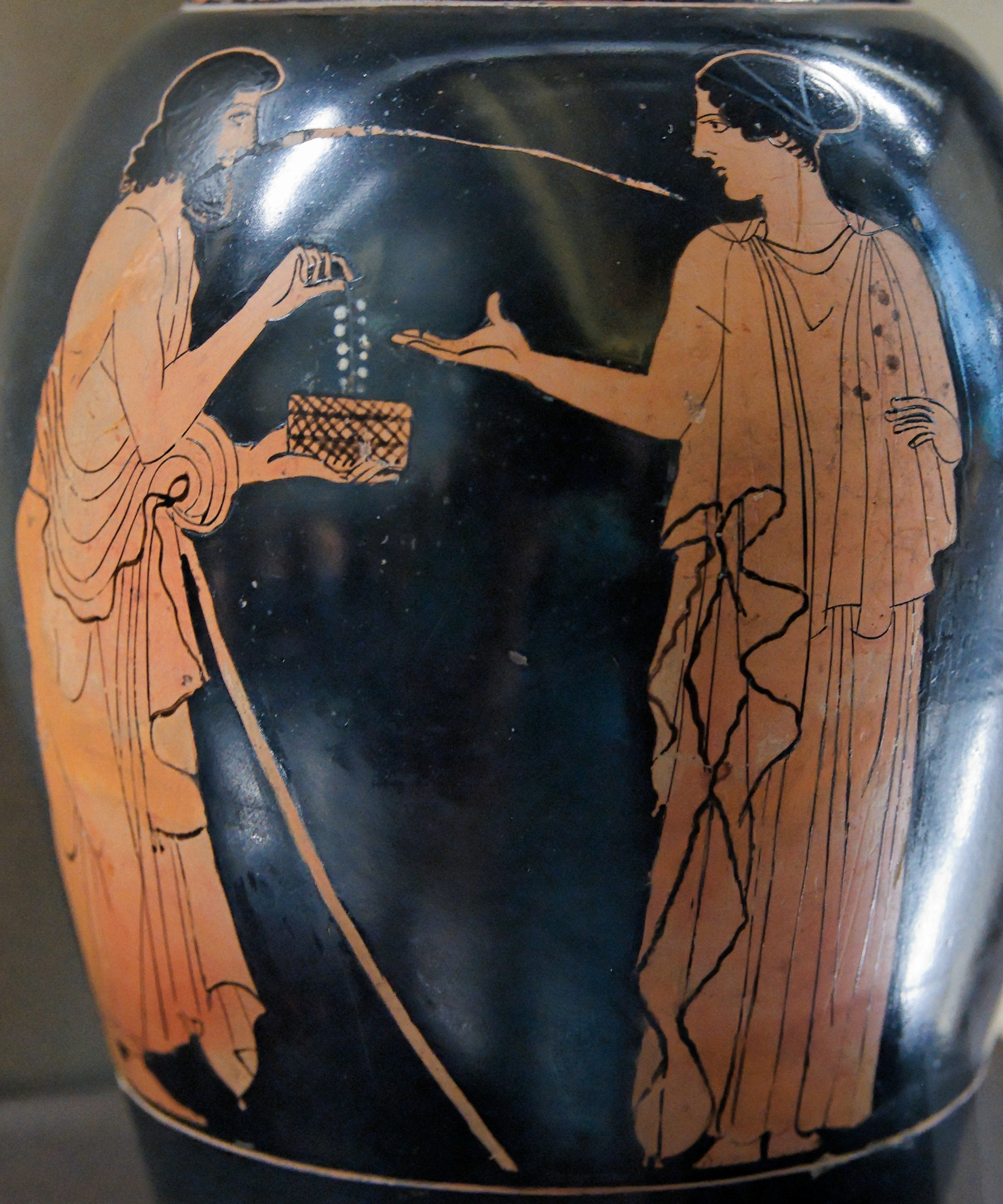
Polynice offrant le collier d'Harmonie à Éryphile

Ce présent des dieux à Harmonie porte malheur à tous ceux qui le portent.
La description du collier varie d'un auteur à l'autre. Les plus anciens le dessinent comme un simple anneau agrémenté de boules, tandis que dans des versions plus tardives, le poète Nonnos le décrit comme un serpent à deux têtes, un amphisbène, séparées par un aigle dont les ailes ornées de diamant servent de fermoir.
Polydore, fils de Cadmos et d'Harmonie, transmet le collier à son fils Labdacos qui le transmet à son tour à son fils Laïos. Ce dernier donne ce collier à sa femme Jocaste qui épouse son enfant Œdipe conformément à la prédiction de la pythie.
Le collier d'Harmonie passe ensuite aux mains d'Argie, épouse de Polynice, fils d'Œdipe. Polynice et son frère Étéocle s'entretuent pour la succession de leur père. Après avoir contaminé toutes les femmes qui l'ont porté, le collier est consacré au sanctuaire d'Apollon à Delphes, où plus personne ne le porte.

## Évocations artistiques
- Cadmus et Hermione est le titre de la première tragédie lyrique de Jean-Baptiste Lully.
- Les Noces de Cadmos et Harmonie est une œuvre littéraire de Roberto Calasso. Parution initiale Le nozze di Cadmo e Armonia, Adelphi, Milan, 1988[2]